# Jim Robb
 (avril 2024).
La mise en forme du texte ne suit pas les recommandations de Wikipédia : il faut le « wikifier ».
Les points d'amélioration suivants sont les cas les plus fréquents. Le détail des points à revoir est peut-être précisé sur la page de discussion.
- Les titres sont pré-formatés par le logiciel. Ils ne sont ni en capitales, ni en gras.
- Le texte ne doit pas être écrit en capitales (les noms de famille non plus), ni en gras, ni en italique, ni en « petit »…
- Le gras n'est utilisé que pour surligner le titre de l'article dans l'introduction, une seule fois.
- L'italique est rarement utilisé : mots en langue étrangère, titres d'œuvres, noms de bateaux, etc.
- Les citations ne sont pas en italique mais en corps de texte normal. Elles sont entourées par des guillemets français : « et ».
- Les listes à puces sont à éviter, des paragraphes rédigés étant largement préférés. Les tableaux sont à réserver à la présentation de données structurées (résultats, etc.).
- Les appels de note de bas de page (petits chiffres en exposant, introduits par l'outil «  Source ») sont à placer entre la fin de phrase et le point final[comme ça].
- Les liens internes (vers d'autres articles de Wikipédia) sont à choisir avec parcimonie. Créez des liens vers des articles approfondissant le sujet. Les termes génériques sans rapport avec le sujet sont à éviter, ainsi que les répétitions de liens vers un même terme.
- Les liens externes sont à placer uniquement dans une section « Liens externes », à la fin de l'article. Ces liens sont à choisir avec parcimonie suivant les règles définies. Si un lien sert de source à l'article, son insertion dans le texte est à faire par les notes de bas de page.
- La présentation des références doit suivre les conventions bibliographiques. Il est recommandé d'utiliser les modèles {{Ouvrage}}, {{Chapitre}}, {{Article}}, {{Lien web}} et/ou {{Bibliographie}}. Le mode d'édition visuel peut mettre en forme automatiquement les références.
- Insérer une infobox (cadre d'informations à droite) n'est pas obligatoire pour parachever la mise en page.

Pour une aide détaillée, merci de consulter Aide:Wikification.
Si vous pensez que ces points ont été résolus, vous pouvez retirer ce bandeau et améliorer la mise en forme d'un autre article.
Pour les articles homonymes, voir Robb.
James I. Robb CM (né en 1933) est un artiste canadien connu pour ses peintures célébrant la vie, la culture et l'histoire du Yukon.

## Début de la vie
Robb est né en 1933 à Québec, au Québec, et a déménagé à Montréal avec sa famille à l'âge de six ans. En 1955, Robb a déménagé au Yukon et réside actuellement à Whitehorse. Robb a occupé divers emplois au Yukon avant de se lancer dans la peinture,.

## Carrière
Robb a commencé sa carrière artistique en travaillant avec des pastels et du fusain sur de la peau d'orignal brute, pour finalement trouver son chemin vers les aquarelles et la photographie.
Robb tente de capturer le folklore du Yukon dans ses peintures et est largement connu pour ses représentations rustiques de monuments et de bâtiments contemporains et historiques du Yukon. Le style artistique de Robb, connu sous le nom de « vérité exagérée », s'inspire des célèbres structures déséquilibrées et inclinées du Yukon, en particulier celles trouvées à Dawson City,, qui est illustrée par sa peinture de 2015, Kissing Buildings,. Le travail de Robb est largement présenté dans des livres, des magazines et des journaux, avec des originaux de ses aquarelles se vendant pour des milliers de dollars ( CAD ),.
Robb est également l'auteur de The Colorful Five Per Cent, dont le premier volume a été publié en 1984. Chaque volume à couverture souple contient un assortiment de photographies, de croquis, de peintures et d'essais uniques, et raconte les histoires des habitants les plus extraordinaires du Yukon.

## Honneurs
Robb a reçu la Médaille du jubilé d'or de la reine Elizabeth II en 2002, et a été nommé membre de l'Ordre du Canada le 30 octobre 2003, en reconnaissance de ses réalisations artistiques.